# Муртазали ибн Сурхай
Муртазали-хан (1703 Кумух — 1743, Кумух) — второй правитель Казикумухского ханства, сын Сурхай-хана I из рода Шамхалов.

## Биография
Отмечался храбростью и военным дарованием. В юности, где-то с 1720-х годов, участвовал с отцом в войнах против Персии. Муртазали-хан сыграл важную роль в победе над 32-тысячной армией Ибрагим-хана в Джарии в 1738 году и в Турчидагской битве над самим Надир-шахом в 1741 году. По преданию во время боя Надир-шах сказал пленному Сурхай-хану I: «Сурхай, пусть продлится твоя жизнь, скажи мне, откуда появился этот отряд?». Сурхай-хан I ответил: «Это отряд дайтлинцев из Хунзаха. Разве вы не слышали о тех героях, от огня ружей которых сгорает весь мир?». Надир-шах спросил: «Кто тот всадник на чёрном коне?». Сурхай-хан I ответил: «Всадник на чёрном коне мой сын Муртазали». На это Надир-шах сказал: «Я бы желал получить хунзахских дайтлинцев взамен воинов Грузии и Дагестана. Также я отдал бы все своё золото за твоего сына Муртазали». В 1741 году после плена отец объявлен новым ханом. Продолжил борьбу против персидской армии Надир-шаха. Отличился в битве при Аймакинском ущелье. Умер в 1743 году от полученных ранений. Новым ханом стал его брат Мухаммад-хан.